# Радин, Николай Исаакович
Радин Николай (Калмен) Исаакович (7 января 1866, Ковно — 1929) — журналист, адвокат.

## Биография
Окончил Петербургский университет. Работал в Вильно помощником присяжного поверенного, секретарём редакции газеты «Северо-западное слово». До Первой мировой войной редактор-издатель ежедневных вильнюсских газет «Виленский курьер — Наша копейка», «Северо-Западный голос». Выступал под псевдонимом Homunculus. Во время Первой мировой войны находился в Петрограде, был редактором «Биржевых ведомостей». В ноябре — декабре 1918 редактор газеты «Литовский курьер» в Вильнюсе, с ноября 1919 издатель «Виленского курьера», в 1920 один из создателей и членов редакции газеты «Руль» в Берлине. Осенью 1927 в Каунасе редактор «Эха».